# Johann Rüth
Johann Rüth, SSCC (ur. 8 września 1899 r. w Horhausen (Westerwald), zm. 17 lutego 1978 r. w Trondheim) – niemiecki duchowny katolicki, prefekt apostolski Środkowej Norwegii w latach 1953-1974.

## Życiorys
Urodził się w 1899 r. w Horhausen (Westerwald), w Niemczech. Po uzyskaniu świadectwa dojrzałości zdecydował się na drogę zakonną i wstąpił do Zgromadzenia Najświętszych Serc Jezusa i Maryi oraz Wieczystej Adoracji Najświętszego Sakramentu Ołtarza. 6 lipca 1924 r. po ukończeniu studiów teologicznych został wyświęcony na księdza.
4 lutego 1953 r. został wyznaczony przez papieża Piusa XII na wikariusza apostolskiego Środkowej Norwegii. Jednocześnie został biskupem tytularnym Amudarsa. Konsekracja biskupia miała miejsce 12 kwietnia 1953 r. 25 marca 1974 r. po osiągnięciu wieku emerytalnego zrezygnował z pełnienia funkcji wikariusza.